# Le Merveilleux Voyage de Nils Holgersson au pays des oies sauvages
Le Merveilleux Voyage de Nils Holgersson au pays des oies sauvages (ニルスのふしぎな旅, Nirusu no fushigi na tabi) est une série animée japonaise produite par Studio Pierrot, fidèlement inspirée du roman Le Merveilleux Voyage de Nils Holgersson à travers la Suède de Selma Lagerlöf, en 52 épisodes de 22 minutes diffusée entre le 8 janvier 1980 et le 17 mars 1981 sur NHK.
Au Québec, la série a été diffusée à partir du 17 septembre 1983 à la Télévision de Radio-Canada, et en France, à partir du 15 septembre 1984 sur TF1.
En 2008, Studio 100 (Maya L'abeille, Vic le Viking, Heidi, Plop…) fait acquisition de la société allemande EM.Entertainment qui était jusqu'alors propriétaire de la série télévisée,. 
En 2017, la nouvelle série d'animation redynamisée et produite par Studio 100 est diffusée sur plusieurs chaines de télévision européennes francophones, entre autres RTS et France 3.

## Synopsis
Nils Holgersson est un préadolescent de 14 ans qui vit avec ses parents dans le sud de la Suède. Nils, au début de l’histoire, n’a rien d’un gentil garçon ; c’est plutôt un garnement des plus terribles. Son passe-temps favori est de maltraiter les animaux de la ferme de ses parents.
Un jour, Nils aperçoit un tomte (sorte de lutin scandinave) et le taquine. En représailles, le tomte ensorcèle le garnement en le transformant lui-même en tomte. Une fois le sort jeté, Nils ne regagnera sa taille originale que lorsque le tomte sera convaincu qu'il s'est amélioré. Par cet ensorcèlement, Nils n'est donc pas plus grand qu’une souris. Cependant, le sort lui a donné la faculté de comprendre et de communiquer avec les animaux. Alors Nils, accompagné de son hamster Quenotte (rapetissé lui aussi), tente d'empêcher un jars de la ferme de s'enfuir avec une troupe d’oies sauvages dans leur migration à travers la Suède, et se retrouve emporté dans le périple.
Les oies sauvages, qui ne sont d'abord pas toutes ravies d'être rejointes par un petit garçon et une oie domestique, finissent par accepter de les emmener avec elles pour un long périple à travers toutes les provinces historiques de la Suède. Ils vivent tous de nombreuses aventures et font bien des rencontres, comme celle de Smirre le renard. Tout au long du voyage, les personnages et les situations rencontrés par Nils lui apprennent à aider d'autres personnes et à ne plus être égoïste. Plus tard, Nils apprend que s'il prouve qu'il a changé et qu'il est devenu meilleur, le tomte pourrait être disposé à lui rendre sa taille normale.

## Épisodes
(L'ordre original japonais est respecté dans le tableau ci-dessous car il respecte l'ordre chronologique de l'histoire. Il est légèrement différent du français, pour une raison inconnue; de même que celui des autres versions).
| Original # | Titre japonais            | Titre littéraire                                             | Titre français                  | Français # |
| ---------- | ------------------------- | ------------------------------------------------------------ | ------------------------------- | ---------- |
| 1          | わんぱくニルス            | « Nils, coquin »                                             | Le Lutin                        | 1          |
| 2          | 小さくなったニルス        | « Nils devient plus petit »                                  | L'Appel des oies sauvages       | 2          |
| 3          | がちょうに乗って          | « Monter sur une oie »                                       | Smirre, le renard               | 3          |
| 4          | 森のリスのSOS             | « SOS écureuil forestier »                                   | Les Petits Écureuils            | 4          |
| 5          | モルテンの大ピンチ        | « La grande crise de Molten »                                | Le Château de Vittkoevle        | 5          |
| 6          | 鳥の体力テスト            | « Le test qualitatif des oiseaux »                           | Le Défi des oies sauvages       | 6          |
| 7          | ネズミの戦い              | « La bataille de rats »                                      | Les Rats noirs et les Rats gris | 8          |
| 8          | ツルの舞踏会              | « La boule de grue »                                         | La Fête du printemps            | 9          |
| 9          | はらぺこニルス            | « Nils, affamé »                                             | Les Jours de pluie              | 7          |
| 10         | レックスの悪だくみ        | « Le plan diabolique de Rex »                                | Une nuit sur le fleuve          | 11         |
| 11         | あるく銅像                | « Statue en bronze Aruku »                                   | L'Homme de bronze               | 10         |
| 12         | モルテンの初恋            | « Le premier amour de Molten »                               | Doux comme un mouton            | 12         |
| 13         | 地獄谷の羊たち            | « Mouton de Jigokudani »                                     | Le Trou de l'enfer              | 13         |
| 14         | 月夜に浮かぶ幻の街        | « Une ville fantôme flottant par une nuit au clair de lune » | La Ville du fond de la mer      | 15         |
| 15         | 欲ばりカラスと金貨のつぼ  | « Corbeau gourmand et pot de pièces d'or »                   | Le Trésor de Sunnerbo           | 16         |
| 16         | カラスのボスを決めろ      | « Choisissez le chef corbeau »                               | La Corneille                    | 17         |
| 17         | おとりにされた子ガモ      | « Le caneton leurré »                                        | Jarot sert d'appât              | 18         |
| 18         | 湖がなくなる              | « Le lac disparaît »                                         | Le Grand Lac aux oiseaux        | 19         |
| 19         | あまえん坊の子ジカ        | « Le bébé cerf d'Amaenbo »                                   | Poil-Gris                       | 20         |
| 20         | ヘビの仕かえし            | « Le dressage de serpent »                                   | Sans defense                    | 21         |
| 21         | お天気魔女のいたずら      | « La farce de la sorcière »                                  | La Sorcière                     | 14         |
| 22         | 森を追われるふたごのクマ  | « Des ours jumeaux chassés de la forêt »                     | Chez les ours                   | 23         |
| 23         | 大洪水 白鳥の湖           | « La grande inondation du lac des cygnes »                   | Le Roi des cygnes               | 26         |
| 24         | くたばれレックス 番犬作戦 | « ? »                                                        | Le Chien de garde               | 30         |
| 25         | 空からの救えん隊          | « L'équipe de secours de nulle part »                        | Le Manuscrit perdu              | 24         |
| 26         | 嵐の日の出来事            | « Le jour de la tempête »                                    | Le Paysan au cœur dur           | 22         |
| 27         | モルテンの婚約            | « Les fiançailles de Morten »                                | Les Fiançailles de Martin       | 29         |
| 28         | 街角でうたうニルス        | « Nils chante au coin de la rue »                            | Clément, le violoniste          | 31         |
| 29         | 捕われのオオワシ          | « L'aigle de mer de Steller en captivité »                   | Gorgo, l'aigle                  | 32         |
| 30         | 焼きたてのパンの味        | « Le goût du pain fraîchement sorti du four »                | La Faim                         | 33         |
| 31         | 森の妖怪                  | « Le monstre de la forêt »                                   | Le Réveillon chez les animaux   | 34         |
| 32         | 危いニルス 山火事だ       | « Danger ! Nils, c'est un feu de forêt »                     | Le Feu de forêt                 | 35         |
| 33         | 五羽のていさつ隊          | « L'escouade à cinq ailes »                                  | La Dispute des oiseaux          | 36         |
| 34         | 太陽と氷の精の戦い        | « La bataille entre le soleil et l'esprit de glace »         | Le Grand Engourdissement        | 37         |
| 35         | 父をさがすガチョウ番の子  | « La gardienne d'oies à la recherche de son père »           | Asa, la gardeuse d'oie          | 38         |
| 36         | 鳥たちの恋                | « L'amour des oiseaux »                                      | Le Printemps en Laponie         | 39         |
| 37         | しんまいパパのモルテン    | « Le fondant de Shinmai Papa »                               | La Petite Oie perdue            | 40         |
| 38         | 日が暮れないラプランド    | « Laponie où le soleil ne se couche jamais »                 | L'Été en Laponie                | 41         |
| 39         | あとを追わないでゴルゴ    | « Ne me suis pas, Golgo »                                    | L'Adieu de Gorgo                | 43         |
| 40         | オオカミのしゅうげき      | « L'attaque du loup »                                        | La Vieille Maline               | 42         |
| 41         | 湖の火まつり              | « Le festival du feu du lac »                                | L'Inondation                    | 25         |
| 42         | 森をつくった大男          | « Le grand homme qui a créé la forêt »                       | Asathor et les Géants           | 47         |
| 43         | ニルスの子守              | « La baby-sitter de Nils »                                   | L'Aventure dans la grotte       | 45         |
| 44         | 閉じこめられたバタキ      | « Bataki piégé »                                             | Bataki, pris au piège           | 27         |
| 45         | 満月のゆうれい屋敷        | « Le manoir Yuurei à la pleine lune »                        | Le Jardin enchanté              | 44         |
| 46         | 銀いろに光る海            | « Une mer argentée et brillante »                            | Le Pacte avec la mouette        | 46         |
| 47         | 村まつりのよびもの        | « Les objets de la fête de village »                         | Le Maréchal-ferrant du Dalarna  | 28         |
| 48         | レックスの新しい旅立ち    | « Le nouveau voyage de Rex »                                 | L'Adieu de Smirre               | 48         |
| 49         | 秘密を知ったニルス        | « Nils connaît le secret »                                   | Une décision difficile          | 49         |
| 50         | ガンのプレゼント          | « Le cadeau d'arme à feu »                                   | L'Or sur le rocher              | 50         |
| 51         | なつかしいわが家へ        | « Dans ma maison nostalgique »                               | Le Retour à la maison           | 51         |
| 52         | さようならアッカ          | « Au revoir Akka »                                           | L'Adieu des oies sauvages       | 52         |

## Fiche technique
- Réalisation : Hisayuki Toriumi
- Scénario : Marty Murphy et Narumitsu Tagushi
- Décors : Mitsuki Nakamura
- Studio d'animation : Studio Pierrot

## Voix

### Voix originales
- Mami Koyama : Nils Holgersson
- Tadashi Yamazaki : Quenotte
- Yoshito Yasuhara : Martin le jars
- Nobuko Terashima : Akka de Kebnekaïse
- Kei Tomiyama : Smirre le renard
- ? : Ikksi
- ? : Siri, Émilia
- ? : Kaksi
- ? : Petite Plume
- Tesshō Genda : Gorgo l'aigle

### Voix françaises
Le doublage français a été fait au Studio Euro Inter Films.
- Guylaine Gibert : Nils Holgersson
- Marcelle Lajeunesse : Quenotte
- Frédéric Girard : Martin le jars
- Françoise Oriane : Akka de Kebnekaïse
- Jean Musin : Smirre le renard, Kolme
- Jacques Monseu : Ikksi
- Josiane Gibert : Siri, Émilia
- Alain Louis : Kaksi
- Jeanine Forney : Petite Plume
- Hubert Crahay : Gorgo l'aigle

## Générique (français)
La chanson du générique est chantée par Marie Myriam : La Chanson de Nils Holgersson, d'Andrea Wagner et Karel Svoboda, sur une musique de Charles Level. Pour la fin, elle chante Tu es si petit.
Pour la nouvelle série produite par Studio 100, le générique d'ouverture de la version française est interprété par Loïc Schumacher.

## Autour de la série
- Cette série animée reprenant les grandes lignes de l’œuvre de Selma Lagerlöf est arrivée en France en 1983 sur TF1 dans l’émission Salut les petits loups.

- Marie-Christine Barrault est la narratrice des livres-disques Nils et le Lutin, Nils Holgersson et le Petit Élan et Le Merveilleux Voyage de Nils Holgersson au pays des oies sauvages, édités en 1984 et 1985 par Adès d'après la série[5],[6],[7].

- Nils Holgersson est l’un des seuls personnages de dessin animé que l’on trouve sur un billet de banque, au verso d'un billet de 20 couronnes suédoises à l'effigie de Selma Lagerlöf, le 20 couronnes Selma Lagerlöf.

- Il existe aussi un long métrage d'animation soviétique de 85 minutes reprenant le personnage de Nils Holgersson. Intitulé Le Garçon enchanté (Zakoldovannyj malchik), réalisé par Vladimir Polkovnikov et Alexandra Snejko-Blotskaya, il est sorti en 1955.